# Alex Saxon
Alex Saxon (Liberty, 10 settembre 1987) è un attore statunitense.

## Carriera
Nel 2013, Saxon è stato scelto per un ruolo ricorrente nella serie televisiva The Fosters creata da Peter Paige e Bradley Bredeweg. Ha avuto anche un ruolo ricorrente nella serie Finding Carter prodotta da MTV. Inizialmente fu assunto solo per l'episodio pilota della serie, ma successivamente il suo personaggio divenne ricorrente dopo che lo show runner Terri Minsky rimase colpito dalla sua prima scena. Successivamente è stato informato da Minsky che il suo personaggio sarebbe stato ucciso verso la fine della prima stagione. Ma un mese dopo, gli fu comunicato che la decisione era stata annullata poiché sia Minsky che i dirigenti della rete avevano apprezzato l'interpretazione di Saxon nei panni di Max.
Nel marzo del 2019, Saxon è stato scelto per il ruolo di Ace nella serie Nancy Drew.

## Filmografia parziale

### Cinema
- Compound Fracture, regia di Anthony J. Rickert-Epstein (2013)
- Coin Heist, regia di Emily Hagins (2017)

### Televisione
- Diario di una nerd superstar (Awkward) – serie TV, un episodio (2011)
- Ray Donovan – serie TV, 2 episodi (2013-2015)
- The Fosters – serie TV, 28 episodi (2013-2018)
- Finding Carter – serie TV, 36 episodi (2014-2015)
- The Mentalist – serie TV, 2 episodi (2015)
- Shooter – serie TV, un episodio (2016)
- The Fix – serie TV, 10 episodi (2019)
- Nancy Drew – serie TV, 62 episodi (2019-2023)
- High Desert – serie TV, 3 episodi (2023)

## Doppiatori italiani
Nelle versioni in italiano delle opere in cui ha recitato, Alex Saxon è stato doppiato da:
- Manuel Meli in The Fosters (st. 1-3)
- Alessio Ward in The Fosters (st. 5)
- Gabriele Vender in The Mentalist
- Fabrizio De Flaviis in Shooter
- Alessandro Campaiola in The Fix
- Alex Polidori in Nancy Drew
- Flavio Aquilone in Criminal Minds